# 1395
سنة 1395 كانت سنة بسيطة تبدأ يوم الجمعة (الرابط يظهر نموذج التقويم الكامل للسنة) من التقويم اليولياني.

## أحداث
- 15 أبريل: تيمورلنك يهزم توقتمش خان القبيلة الذهبية في معركة نهر تيريك ثاني معارك حرب تيمورلنك و توختاميش في نهر الفولغا. تم تدمير مدينة سراي عاصمة القبيلة الذهبية. وقام تيمور لنك بتعيين حاكم تابع له (دمية) وهرب توختاميش إلي ليتوانيا.
- 17 مايو:
  - بمساعدة الهنغاريين تتمكن الأفلاق من صد العثمانيين في معركة روفين. لكن ميرتشا الأول حاكم الأفلاق يضطر مؤقتا للفرار إلى إمارة الأردل (ترانسيلفانيا)، وفلاد الأول يوضع على العرش بأمر من العثمانيين.
  - ينهي حكم آل أنجو الكابيتيون على عرش المجر بوفاة ماري، ملكة المجر، أصبح زوجها الملك سيغيسموند (المشترك معها بالحكم) الحاكم الوحيد للمجر.
- 3 يونيو: السلطان بايزيد الأول العثماني يقطع رأس إيڤان شيشمان إمبراطور شرق بلغاريا التي فتحها العثمانيون، وذلك بعد اتهامه بالتعاون مع الأفلاق ضد العثمانيين في معركة كارانوفاسا في 1394م.

## مواليد
- فرا أنجيليكو رسام إيطالي (ت 1455)
- جاك كور تاجر فرنسي (ت 1456)
- نيكولو دي كونتي تاجر إيطالي ومستكشف (ت 1469)

## وفيات
- 29 أغسطس: ألبرت الثالث، دوق النمسا
- ماركو كرالييفيتش زعيم صربي
- ماري، ملكة المجر
- ابن بنت الميلق